# Gąsiorek
Gąsiorek, dzierzba gąsiorek (Lanius collurio) – gatunek małego ptaka wędrownego z rodziny dzierzb (Laniidae). Zamieszkuje Europę i Azję, zimuje w Afryce. W Polsce liczny ptak lęgowy. Nie jest zagrożony.

## Systematyka
Gąsiorek zgodnie z zasadami nazewnictwa binominalnego został opisany w 1758 roku przez szwedzkiego przyrodnika Karola Linneusza w 10. edycji Systema Naturae, pod nazwą Lanius collurio, która obowiązuje do tej pory. Okaz, na podstawie którego opisano gatunek, pochodził ze Szwecji. Nazwa rodzajowa Lanius po łacinie oznacza rzeźnika, natomiast nazwa gatunkowa collurio pochodzi z greki od słowa kollyrion, oznaczającego ptaka drapieżnego. Polska nazwa „gąsiorek” pochodzi od jego charakterystycznego głosu, tzw. gęgania.
Proponowano wyróżnienie dwóch podgatunków (zob. rozdział Podgatunki), obecnie jednak systematycy częściej uznają ten gatunek za monotypowy.
Odnotowywano mieszańce gąsiorka z dzierzbą brązową (L. cristatus), dzierzbą czarnoczelną (L. minor), dzierzbą rdzawosterną (L. phoenicuroides) oraz dzierzbą rudogłową (L. senator).

## Charakterystyka

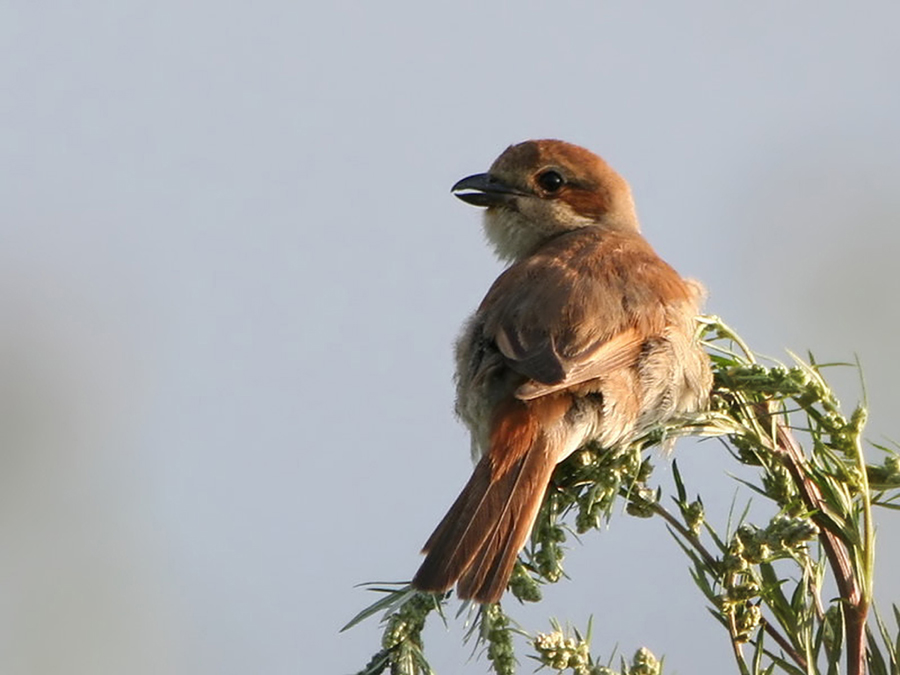
Młoda samica gąsiorka

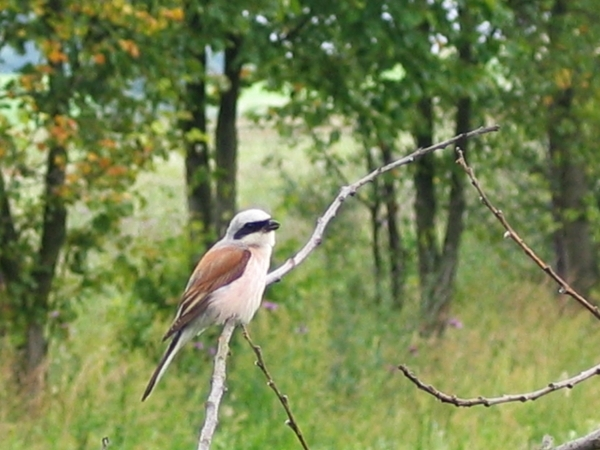
Gąsiorek zdobyczy wypatruje często z dobrze wyeksponowanych miejsc

Wielkość pomiędzy kosem a wróblem domowym. W porównaniu z tym drugim ma smuklejszą sylwetkę. Występuje wyraźny dymorfizm płciowy. Obie płcie mają lekko zagiętą górną szczękę. Mocny, czarny, na końcu hakowato zagięty dziób u samicy jest nieco jaśniejszy. Zwłaszcza kiedy jest podniecony, potrząsa w górę i w dół dość długim ogonem.
Samiec ma piękne upierzenie – czarną maskę wokół oczu, jasnoszarą głowę aż po kark i biały, nieco różowawy (lub brązowawy) po bokach spód ciała (słabo zaznaczony). Płaszcz czerwonobrązowy, kuper oraz pokrywy nadogonowe szare, poza tym wierzch ciała i skrzydła brązowe. Pokrywy podogonowe czysto białe, sterówki czarno-białe (białe są skrajne sterówki u nasady). Lotki pierwszorzędowe nieco ciemniejsze. Jest łatwo rozpoznawalny.
Samica jest mniej intensywnie wybarwiona – nie ma czarnej maski, a jedynie brązową plamę za okiem i brudnobiały kantarek, również ma szarą głowę aż po kark. Skrzydła podobne, jak u samców: ciemnobrązowe lotki z jaśniejszymi brzegami. Grzbiet jest rdzawobrązowy. Spód samic jest brudnobiały, delikatnie ciemno prążkowany, łuskowanie zwłaszcza na piersi i bokach, a ogon brązowy, na końcu ciemniejszy.
Młode podobne do dorosłych samic, ale mniej kontrastowe, nieco bardziej „pstrokate” – prążkowane upierzenie występuje również na grzbiecie. Rysunek na spodzie ciała jest wyraźniejszy. Mają także jaśniejsze odcienie i białą brew. W locie gąsiorki mają wysuniętą głowę i jednolicie brązowe skrzydła, bez plam.

### Pierzenie
Dorosłe osobniki pierzą się 2 razy: od połowy lipca do końca września oraz od listopada do lutego. Młode wymieniają upierzenie tylko od listopada do lutego.

### Wymiary
- długość ciała: 16–17 cm[10]
  - długość ogona[11]: 7–8 cm
  - długość czaszki[12]: 33–38 mm
  - długość dzioba[12]: 15–18 mm (45-48% d. czaszki)
- rozpiętość skrzydeł: 24–27 cm[13]

### Masa ciała
28 g

## Występowanie
Zasiedla obszar od zachodniej i północno-wschodniej Europy (od północnej granicy Pirenejów do środkowej Skandynawii) po Kazachstan. Nie jest spotykany na południu Półwyspu Iberyjskiego oraz niektórych wyspach Morza Śródziemnego, w Irlandii, Wielkiej Brytanii (tu gatunek ten wyginął jako ptak lęgowy około 1990 roku) oraz północnej Skandynawii. W Europie od kwietnia do września. To typowy ptak wędrowny, który na lęgowiskach spędza jedynie 4–5 miesięcy i migruje na dalekie dystanse. Odlatuje w sierpniu lub wrześniu do wschodniej i południowej Afryki. Zwłaszcza w zachodniej części swojego areału występowania jest gatunkiem coraz rzadziej spotykanym.
W Polsce to liczny ptak lęgowy, wielokrotnie częściej spotykany niż pozostałe krajowe dzierzby. Według szacunków Monitoringu Pospolitych Ptaków Lęgowych, w latach 2013–2018 krajowa populacja liczyła 893 000 – 1 048 000 par lęgowych. Najliczniejszy na Pomorzu Zachodnim i w Dolinie Dolnej Odry. Nieliczny na środkowym Pomorzu, w części Mazur i na Bagnach Biebrzańskich. Spotkać go można jednak w całym kraju, choć w bardzo zmiennej liczbie co roku. Utrudnia to jednoznaczne stwierdzenie, czy liczebność gąsiorka spada. Wiadomo jednak, że gatunek ten coraz bardziej wycofuje się z terenów zurbanizowanych. W górach dochodzi do maksymalnej wysokości 1100 m n.p.m. Zagęszczenie w Polsce waha się od wartości ułamkowych do 4 par lęgowych przypadających na 1 km². Choć wiadomo, że odloty zaczynają się od połowy sierpnia, a kończą pod koniec września, to szczegóły przelotów są trudne do wychwycenia, bo następuje on głównie nocą i nie dochodzi wtedy do koncentrowania się ptaków. Ostatnie obserwowane ptaki notowano w październiku i listopadzie. Na obszarze Polski nie zauważono prób zimowania gąsiorka.

## Biotop
Środowiskiem są nasłonecznione, otwarte, suche tereny z ciernistymi krzewami, a także wrzosowiska, torfowiska oraz wszelkie zarośla. Spotykany także w śródpolnych zadrzewieniach, kilkunastoletnich młodnikach, zaroślach, w zdziczałych ogrodach, sadach, winnicach, na nieużytkach, łąkach i obrzeżach lub w zrębach lasów, na polach z samotnymi krzewami lub z kępami drzew, wzdłuż dróg i rowów. Gąsiorki widuje się też w leśnych uprawach.

## Tryb życia i zachowanie
Gąsiorki zawsze siadają nieruchomo w pozycji wyprostowanej. Są ptakami dziennymi. Prowadzą skryty tryb życia, trudne do obserwacji. Często przesiadują na eksponowanych drutach, słupach lub wierzchołkach krzaków, co ułatwia zauważenie w terenie. Stąd bowiem wypatruje swej zdobyczy. Zdenerwowany ptak kręci i uderza ogonem. Lot prostoliniowy, czasami zawisa.

### Głos
Wabi twardym „czak czak”. Zaniepokojony robi głośne „dszee”, „geek” lub twardo „trrt-trrt”, a często nosowo „dewewi”. Samiec śpiewa przeciągle, cicho i szczebiotliwie, często naśladuje głosy innych ptaków – to stłumione „gege gekgek”. Jego melodia jest więc urozmaicona, a czasem zbliżona do głosu gęsi, skąd wzięła się nazwa gatunkowa. W obecności samicy piosenka wyraźnie przyśpiesza. Niekiedy naśladownictwa wydają się lepsze niż oryginały. Poza tym wydaje ostre i monotonne, powtarzające się odgłosy. Pisklęta żebrzą głośnym i przenikliwym „kwee”. Samce w okresie lęgowym są bardzo rozśpiewane.

## Pożywienie
Zjada owady (najchętniej chrząszcze i pasikoniki), rzadziej małe kręgowce jak nornice, myszy oraz drobne ptaki, często pisklęta ptaków śpiewających oraz małe gady.
Swojej zdobyczy szuka na ziemi albo czatuje na nią. Uważany za bezwzględnego drapieżnika (mimo niepozornego wyglądu zewnętrznego). Mniejsze zdobycze zjada od razu, większą (owady, jaszczurki, gryzonie) lub nadwyżkę pokarmu nabija na cierń krzewu (najchętniej tarniny) lub drzewa albo na kolec od drutu kolczastego, podobnie jak inne dzierzby, np. srokosz. Dzięki temu łatwiej mu przytrzymać zdobycz (ma słabe nogi) i rozczłonkować ją dziobem. Niezjedzone od razu ofiary tworzą zarazem rodzaj zapasów na dni, w trakcie których nie upoluje dostatecznie dużo zdobyczy.

W porównaniu do swoich dość niewielkich rozmiarów chwyta zaskakująco duże zdobycze, które czasami mogą być niewiele mniejsze od gąsiorka – ptak potrafi upolować żabę.

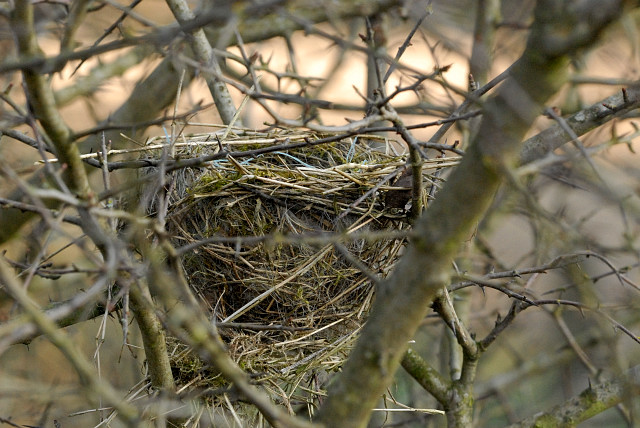
Gniazdo gąsiorka

## Lęgi
Gąsiorki mogą się rozmnażać już po pierwszym roku życia. Przylatują na lęgowiska w maju. Okres lęgowy trwa przez maj i czerwiec (czasem do lipca).

### Gniazdo
Gniazdo umieszczone jest wewnątrz krzewów (głównie kolczastych), w koronach małych drzew, nisko nad ziemią, ma kształt głębokiej miseczki. Miejsca do założenia gniazda szukają oba ptaki. Zbudowane na wysokości 1–3 m nad ziemią, składa się z suchych łodyg, drobnych gałązek, korzonków, kłączy, kawałków mchów oraz opadłych liści. Wyściółkę stanowią trawa, włosy, delikatne korzenie i puch. Jego konstrukcja jest dość masywna. Terytorium lęgowe gąsiorka nie jest zbyt duże i zwykle rozciąga się około 100 m dookoła gniazda. W jego budowie biorą udział oboje przyszli rodzice.

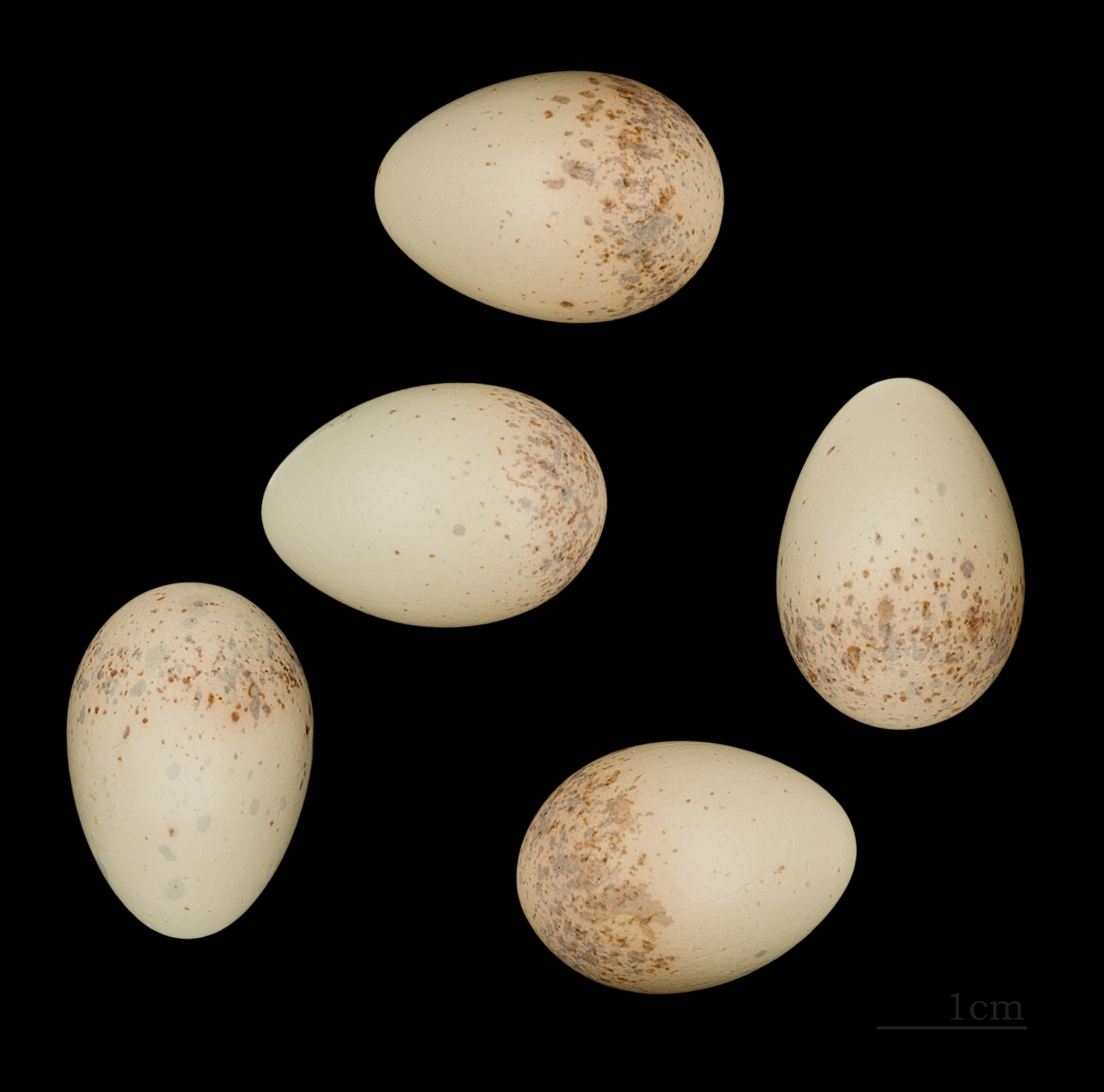
Jaja z kolekcji muzealnej

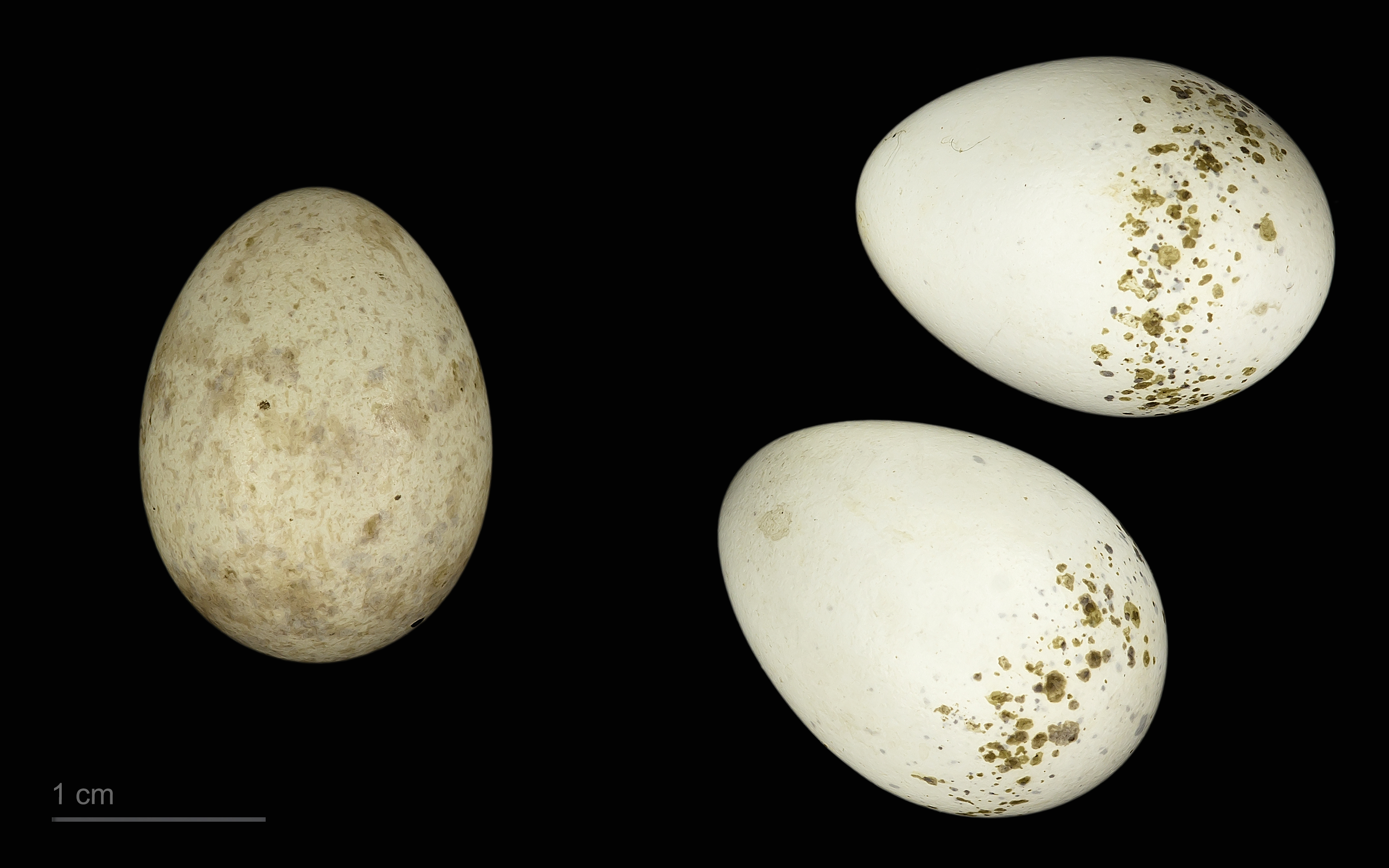
Jajo kukułki i jaja gąsiorka

### Jaja
Wyprowadza 1 lęg. W jednodniowych odstępach składa 5–6 brudnobiałych na tępym biegunie szarozielono plamkowanych jaj (plamki tworzą kształt nierównego koła). Inkubacja rozpoczyna się po zniesieniu ostatniego lub przedostatniego jaja. Często do gniazd gąsiorków swe jaja składają kukułki.

### Wysiadywanie i pisklęta
Samica wysiaduje sama przez 13–16 dni, w tym czasie samiec karmi ją. Bardzo rzadko opuszcza gniazdo, robi to tylko w celu wykonania niezbędnej toalety. Karmione i wychowywane są przez oboje rodziców. Opuszczają gniazdo po 14 dniach. Jeszcze do trzech tygodni później (po wylocie) rodzice opiekują się swoimi opierzonymi już młodymi. Potrafią latać po 14–15 dniach. Młode pokrywa puch, a ich skóra jest pomarańczowej barwy. Wnętrze paszcz piskląt jest ochrowożółte.

## Status, zagrożenia i ochrona
IUCN uznaje gąsiorka za gatunek najmniejszej troski (LC, Least Concern) nieprzerwanie od 1988 roku. W Europie liczebność maleje, najprawdopodobniej z powodu zmian klimatu i intensyfikacji rolnictwa, przez co maleje liczba owadów. Europejską populację szacowano w 2015 roku na 7,44–14,3 mln par, z czego najliczniej występuje w Bułgarii, Rumunii, Polsce i Rosji. Gąsiorek odnotowany jest w ponad tysiącu ostoi IBA (ang. Important Bird Areas).
Na terenie Polski gatunek ten jest objęty ścisłą ochroną gatunkową. Na Czerwonej liście ptaków Polski został sklasyfikowany jako gatunek najmniejszej troski (LC). Gąsiorka chroni się w Polsce poprzez:
- zabezpieczenie gniazd niszczonych przez pasące się bydło, obsadzanie miedz krzewami ciernistymi (głóg, dzika róża i tarnina)
- ustawianie w pobliżu żerowisk dzierzby specjalnych tyczek wykorzystywanych przez ptaki do czatowania
- wykaszanie łąk w pobliżu gniazd (wysokie trawy utrudniają polowanie)

## Podgatunki
| Wyróżniane podgatunki | Wyróżniane podgatunki | Wyróżniane podgatunki |
| --------------------- | --- | --------------------- |
| L. c. collurio        | Zasiedla kontynentalną Europę poza Półwyspem Iberyjskim i Krymem oraz północnym skrajem kontynentu, a także Azję Mniejszą; dawniej także Wielką Brytanię. Zimuje w środkowej i południowej Afryce. Samiec ma wierzch głowy i kuper popielate, plecy i wierzch skrzydeł rdzawe, ogon czarny o białej nasadzie i brzegach, dziób i nogi – czarne. |                       |
| L. c. kobylini        | Zasiedla Lewant, północną Mezopotamię, Kaukaz i Krym. Zimuje w środkowej i południowej Afryce. |                       |